# Nouan-le-Fuzelier
Nouan-le-Fuzelier is een gemeente in het Franse departement Loir-et-Cher (regio Centre-Val de Loire). De plaats maakt deel uit van het arrondissement Romorantin-Lanthenay. Nouan-le-Fuzelier telde op 1 januari 2022 2.293 inwoners.

## Geografie
De oppervlakte van Nouan-le-Fuzelier bedroeg op 1 januari 2022 85,49 vierkante kilometer; de bevolkingsdichtheid was toen 26,8 inwoners per km².
De onderstaande kaart toont de ligging van Nouan-le-Fuzelier met de belangrijkste infrastructuur en aangrenzende gemeenten.

## Verkeer en vervoer
In de gemeente ligt spoorwegstation Nouan-le-Fuzelier.

## Demografie
Onderstaande figuur toont het verloop van het inwonertal (bron: INSEE-tellingen).

## Geboren
- Henri Chapron (1886-1978), Frans carrosseriebouwer